# Musemåtte
En musemåtte er et underlag hvorpå man kan køre sin mus for at at signalet til computeren bedre opfanges, alt efter hvilken slags mus man har. Musemåtten gør at musen glider bedre idet underlaget gøres bedre. De første optiske mus skulle have en speciel slags musemåtte, for at disse kunne virke. På nyere musemåtter støttes håndledet af nogle små puder, og nogen har en lille clips på siden, så ledningen ikke kommer i vejen.
| Hardware | Spire Denne artikel om computere og anden hardware er en spire som bør udbygges. Du er velkommen til at hjælpe Wikipedia ved at udvide den. |